# Danny Thomas
Danny Thomas, nato Amos Muzyad Yakhoob Kairouz (Deerfield, 6 gennaio 1912 – Los Angeles, 6 febbraio 1991), è stato un attore, produttore televisivo, regista e comico di nightclub statunitense, noto soprattutto per la partecipazione come protagonista della sitcom The Danny Thomas Show (nota anche come Make Room for Daddy).

## Biografia
Nato il 6 gennaio 1912 (o 1914), figlio degli immigrati libanesi Charles Yaqoob Kairouz e Margaret Taouk, lavorò per il cinema e per la televisione come attore, produttore, regista, cantante. Il suo nome originale venne anglicizzato in Amos Jacobs Kairouz per poi diventare definitivamente Danny Thomas, nome con il quale è conosciuto nel mondo dello spettacolo.
Interpretò il suo primo film, La danza incompiuta, nel 1947 per la MGM, la casa di produzione per cui girò le sue prime pellicole. Nel 1951, per la WB, interpretò a fianco di Doris Day il ruolo del famoso musicista e paroliere Gus Kahn nel film biografico I'll See You in My Dreams, dove fu diretto da Michael Curtiz.
È stato anche il fondatore del St. Jude Children's Research Hospital. Era il padre di Marlo Thomas, Theresa Thomas e Tony Thomas.

## Filmografia

### Cinema
- La danza incompiuta (The Unfinished Dance), regia di Henry Koster (1947)
- La legge del cuore (Big City), regia di Norman Taurog (1948)
- Butterfly americana (Call Me Mister), regia di Lloyd Bacon (1951)
- I'll See You in My Dreams, regia di Michael Curtiz (1951)
- Il cantante di jazz (The Jazz Singer), regia di Michael Curtiz (1952)
- In cerca d'amore (Looking for Love), regia di Don Weis (1964)
- Ritorno a Oz (Journey Back to Oz), regia di Hal Sutherland (1974)

### Televisione
- Make Room for Daddy – serie TV, 344 episodi (1953-1964)
- Buongiorno, dottor Bedford (The Practice) – serie TV, 27 episodi (1976-1977)
- Happy Days – serie TV, episodio 5x14 (1978)
- Due figli a noleggio (One Big Family) – serie TV, 25 episodi (1986-1987)

## Premi e riconoscimenti
- Primetime Emmy Awards
  - 1955 - Migliore attore protagonista in una serie drammatica - Make Room for Daddy